# Соколов, Александр Борисович (научный журналист)
Алекса́ндр Бори́сович Соколо́в (род. 2 марта 1975, Ленинград, РСФСР, СССР) — российский научный журналист, популяризатор науки.
Основатель и главный редактор научно-просветительского портала «Антропогенез.ру», посвящённого проблеме происхождения человека. Глава оргкомитета научно-просветительских форумов «Учёные против мифов» и антипремии «Почётный академик ВРАЛ». Член Комиссии РАН по борьбе с лженаукой.
Дважды финалист премии «Просветитель» (2015, 2020), лауреат Беляевской премии (2016).

## Биография
Родился 2 марта 1975 года в Ленинграде.
С детства интересовался темой эволюции живой природы.
Окончил физико-математическую школу. Проходил обучение ТРИЗ у Игоря Леонардовича Викентьева. Окончил с отличием Санкт-Петербургский государственный университет по специальности «прикладная математика» и аспирантуру.
Вместе с братом-близнецом Георгием принимал участие в различных музыкальных коллективах, выступая, в том числе, на сцене клуба TaMtAm.
До начала научно-просветительской деятельности работал в сфере PR и интернет-маркетинга. Исполнял обязанности технического директора первой версии портала VIKENT.RU.
По мировоззрению — атеист (принимал участие в дискуссии на религиозную тему с протоиереем Андреем Ткачёвым в передаче «Не верю» на телеканале «Спас»).
Хобби: экзотические животные.

## Просветительская деятельность

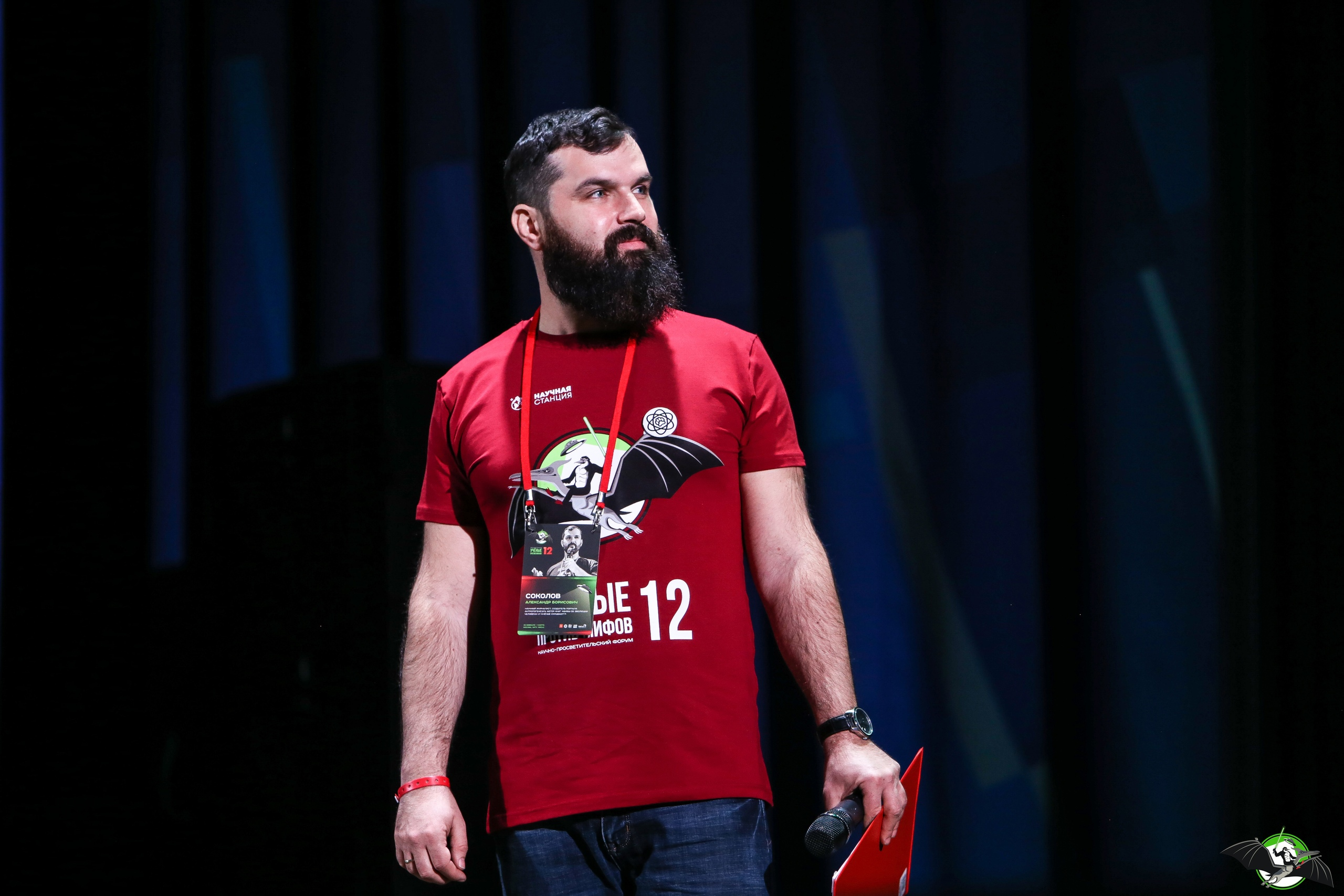
А. Б. Соколов в качестве ведущего на научно-просветительском форуме «Учёные против мифов-12» в Москве

Организатор и ведущий заседаний клуба Антропогенез.ру, проходивших в Государственном Дарвиновском музее (Москва), с участием ведущих российских учёных.
Организатор научно-просветительских выставок, посвященных эволюции человека:
- «10 черепов, которые потрясли мир» (Государственный Биологический музей им. К. А. Тимирязева, Москва)[14].
- «На пути к человеку: лабиринты превращений» (Государственный музей истории религии, Санкт-Петербург)[15].
- «17 черепов и зуб» (передвижная, Государственный Биологический музей им. К. А. Тимирязева, Москва)[16].

Автор научно-популярных работ:
- «Мифы об эволюции человека» (2015).
- «Учёные скрывают? Мифы XXI века» (2017). Книга Александра Соколова «Учёные скрывают? Мифы XXI века» в 2021 году, благодаря высоким оценкам экспертов программы «Всенаука», попала в число научно-популярных книг, которые распространяются в электронном виде бесплатно для всех читателей в рамках проекта «Дигитека»[17].
- «Странная обезьяна. Куда делась шерсть и почему люди разного цвета» (2020).

Глава оргкомитета научно-просветительских форумов «Учёные против мифов» и антипремии «Почётный академик ВРАЛ».
Участник пяти археологических экспедиций.
В 2010 году совместно с антропологом Станиславом Дробышевским создал портал Антропогенез.ру, посвящённый популяризации научных знаний о происхождении человеческого вида и опровержению распространённых лженаучных заблуждений (расизм, отрицание эволюции и другие).

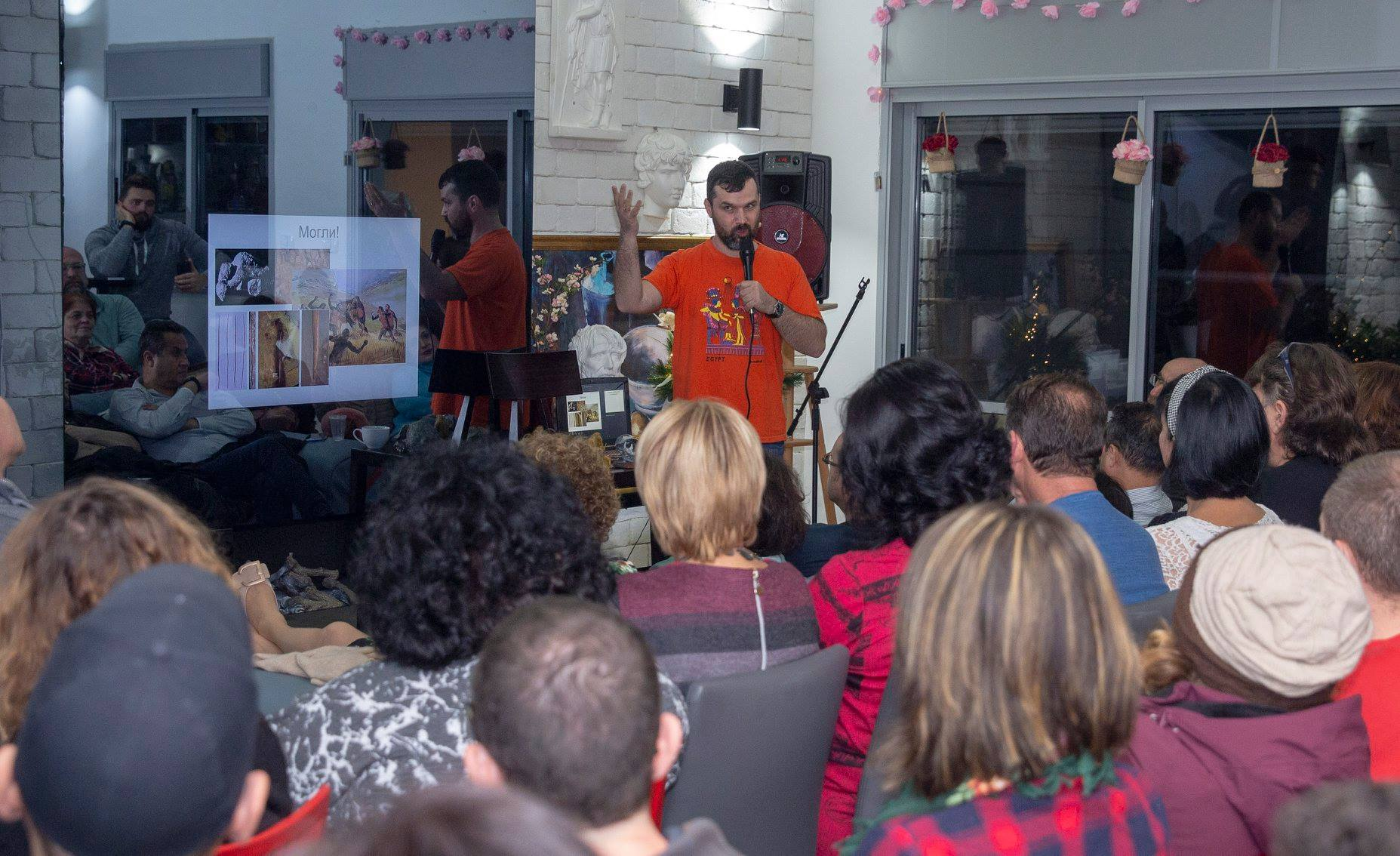
Александр Соколов на выступлении в Ашдоде в 2019 году

О портале Антропогенез.ру:
Создатели сайта были крайне обеспокоены печальной ситуацией в российском медиа-пространстве: достижения учёных, занимающихся темой происхождения человека  – археологов, антропологов, генетиков – или не освещались вообще, или доходили до читателей и зрителей в крайне искажённом виде. Энтузиазм Соколова и Дробышевского позволил им привлечь к работе над текстами для сайта ведущих российских специалистов. Во главу угла были поставлены доступность, занимательность и научная корректность изложения. Помимо просвещения, одна из приоритетных задач проекта – борьба с лженаукой. Часть портала составляет крупнейший в мире открытый каталог ископаемых.

## Награды и премии
- 2015 — премия «Просветитель» (финалист в номинации «Естественные и точные науки», вошел в короткий список премии с книгой «Мифы об эволюции человека»)[6].
- 2016 — литературная премия имени Александра Беляева (в номинации «Лучшая оригинальная просветительская книга года» за книгу «Мифы об эволюции человека»)[8][21][22].
- 2017 — премия «За верность науке» (в номинации «Лучший научно-популярный проект года», как один из организаторов научно-просветительского форума «Учёные против мифов»)[23][24][25][26].
- 2020 — премия «Просветитель» (финалист в номинации «Естественные и точные науки», один из двух победителей народного голосования, вошел в короткий список премии с книгой «Странная обезьяна. Куда делась шерсть и почему люди разного цвета»)[7][27][28][29].
- 2021 — премия «За верность науке» (третье место в номинации «Специальная премия за вклад в популяризацию науки и технологий среди учёных, журналистов, преподавателей и общественных деятелей»)[30][31].
- 2021, 2022 — книги «Учёные скрывают?» и «Мифы об эволюции человека» получили высокие оценки экспертов программы «Всенаука» и вошли в число книг, свободных для легального бесплатного скачивания[32].

## Семья
Брат-близнец — кандидат физико-математических наук Георгий Борисович Соколов. С 2016 года совместно с братом Александром занимается популяризацией науки: продюсер научно-просветительских форумов «Учёные против мифов»; один из организаторов конкурса научно-популярного видео «Хрустальный пингвинопитек», антипремии «Почетный Академик ВРАЛ», ежегодной профессиональной конференции «Учёные против мифов-ПРОФИ».

## Основная библиография
- Мифы об эволюции человека / под ред. Е. Наймарк, Н. Нарциссовой. — Альпина нон-фикшн, 2015. — 390 с. — ISBN 978-5-00139-044-2. (pdf на сайте Всенаука)
  - Мифы об эволюции человека / Научный редактор доктор биологических наук Е. Б. Наймарк. — 4-е  изд.. — М.: Альпина нон-фикшн, 2019. — 506 с. — (Alpina Popular Science). — ISBN 978-5-00139-044-2.
- Учёные скрывают? Мифы XXI века / Научные редакторы С. М. Боринская, доктор биологических наук, А. И. Иванчик, доктор исторических наук, член-корреспондент РАН. — М.: Альпина нон-фикшн, 2017. — 370 с. — ISBN 978-5-91671-742-6. (pdf на сайте Всенаука)
- Странная обезьяна. Куда делась шерсть и почему люди разного цвета / Научный редактор кандидат биологических наук, доктор исторических наук М. Б. Медникова. — М.: Альпина нон-фикшн, 2020. — 576 с. — ISBN 978-5-00139-302-3.